# Comuna de Wiśniewo
Wiśniewo (polaco: Gmina Wiśniewo) é uma gminy (comuna) na Polónia, na voivodia de Mazóvia e no condado de Mławski. A sede do condado é a cidade de Wiśniewo.
De acordo com os censos de 2004, a comuna tem 5281 habitantes, com uma densidade 53,2 hab/km².

## Área
Estende-se por uma área de 99,31 km², incluindo:
- área agrícola: 88%
- área florestal: 4%

## Demografia
Dados de 30 de Junho 2004:
|                      | Total   | Total | Mulheres | Mulheres | Homens  | Homens |
| -------------------- | ------- | ----- | -------- | -------- | ------- | ------ |
|                      | pessoas | %     | pessoas  | %        | pessoas | %      |
| População            | 5281    | 100   | 2626     | 49,7     | 2655    | 50,3   |
| Densidade (pop./km²) | 53,2    | 100   | 26,4     | 26,4     | 26,7    | 26,7   |

De acordo com dados de 2002, o rendimento médio per capita ascendia a 1243,91 zł.

## Comunas vizinhas
- Lipowiec Kościelny, Mława, Strzegowo, Stupsk, Szreńsk, Szydłowo